# Trần Đăng Tuấn
Trần Đăng Tuấn (sinh năm 1957) là tiến sĩ chuyên ngành Truyền hình, người làm truyền hình nổi tiếng tại Việt Nam, đồng thời cũng là một nhà từ thiện với chương trình tiêu biểu là "bữa cơm có thịt". Ông sinh ra và lớn lên tại Nam Định, cựu học sinh trường chuyên nổi tiếng Trường Trung học phổ thông chuyên Lê Hồng Phong, Nam Định, Thành phố Nam Định. Trước khi nhận chức Tổng Giám đốc AVG - Truyền hình An Viên vào năm 2011, ông đã là Phó Tổng Giám đốc Đài TH Việt Nam (từ năm 1996).

## Tiểu sử
- Ngày 5 tháng 10 năm 1957: sinh tại Nam Định.
- Năm 1981: Tốt nghiệp Trường Đại học Tổng hợp Moskva mang tên Lomonosov (Московский государственный университет имени М. В. Ломоносова) Chuyên ngành: Sáng tạo nội dung (văn học) truyền hình.[1]
- Từ năm 1982-1986: Giảng viên Khoa Báo chí Truyền hình Trường Báo chí – Tuyên truyền tại Hà Nội.(nay là Học viện Báo chí và Tuyên truyền)
- Từ năm 1986-1988: Làm luận án Phó TS tại khoa Thông tin và Truyền thông đại chúng AOH (Viện Hàn lâm Khoa học xã hội thuộc Trung ương Đảng Cộng sản Liên Xô) Moskva.
- Từ năm 1989-2010: Làm việc tại Đài Truyền hình Việt Nam (VTV).
  - Các vị trí từng đảm nhiệm:
    - Biên tập viên, Bình luận viên thời sự quốc tế
    - Phó Trưởng ban Biên tập thời sự quốc tế
    - Trưởng ban biên tập các chương trình văn nghệ
    - Trưởng ban biên tập các chuyên mục chính trị-kinh tế-xã hội
    - Trưởng ban biên tập kênh giải trí VTV3
    - Trưởng ban Thư ký Biên tập Đài Truyền hình Việt Nam
    - Giám đốc Hãng phim truyền hình[2]
    - Phó Tổng Giám đốc Đài Truyền hình Việt Nam (từ năm 1996)
    - Biên tập viên tại Trung tâm Phim truyền hình Việt Nam (VFC)
- Kiêm nhiệm công tác giảng dạy, nghiên cứu, đào tạo đại học và sau đại học tại Học viện Báo chí và Tuyên truyền (Hà Nội).
- Từ năm 2011: Tổng Giám đốc AVG – Truyền hình An Viên.[3]

## Đóng góp
- Trực tiếp thực hiện hàng trăm phóng sự truyền hình, bài bình luận phát trên sóng VTV.
- Thiết kế và lãnh đạo thực hiện kênh truyền hình VTV3 từ năm 1996.[2]
- Chỉ đạo phát triển kênh truyền hình khoa học - giáo dục VTV2.
- Chỉ đạo phát triển dòng phim truyện truyền hình nhiều tập trên VTV.
- Trực tiếp chỉ đạo hàng trăm chương trình truyền hình các sự kiện lớn về chính trị - văn hóa - xã hội trên VTV.
- Thiết kế, chỉ đạo thực hiện những cuộc thi và Gameshow ăn khách nhất trên sóng VTV thời gian trước 2011.
- Theo ủy nhiệm của Tổng Giám đốc VTV thời kỳ 1994-2001 là người thay mặt VTV làm việc với các cơ quan chính phủ để xây dựng cơ chế tự chủ tài chính cho VTV.
- Trực tiếp chỉ đạo các chương trình từ thiện lớn trên VTV: "Đền ơn đáp nghĩa", "Nối vòng tay lớn", "Trái tim cho em"…
- Hiện tại ông đang tích cực tham gia các hoạt động từ thiện giúp trẻ em vùng cao tới trường thông qua chương trình: Cơm Có Thịt từ năm 2012.

## Giải thưởng
- Năm 2006, xuất bản tập sách về "Phản biện xã hội".[4]
- Năm 2008, Giải báo chí Quốc gia thể loại bài nghiên cứu.

## Hoạt động
- Chương trình từ thiện "Cơm có thịt".[5][6]
- Sáng tác thơ: Ngoài các hoạt động về báo chí, truyền hình và từ thiện, ông Trần Đăng Tuấn cũng đã sáng tác một số bài thơ như: Đồng dao, Một ngày như mọi ngày, Vọng Trần Dần, Thơ tặng bạn hư.[7]
- Ngày 12 tháng 3 năm 2016, nhà báo Trần Đăng Tuấn cho biết đã nộp đơn tự ứng cử Đại biểu Quốc hội Việt Nam khóa XVI, với lý do “nếu là đại biểu Quốc hội sẽ có nhiều điều kiện để làm những điều đúng, điều hữu ích cho cộng đồng hiệu quả hơn”.[8]

## Phát ngôn
| “                       | Truyền hình là nghệ thuật của tiếng, nghệ thuật của hình, là nghệ thuật của người sáng tác, của người làm kỹ thuật, của người kinh doanh, người quản lý… nhưng trước hết và trên hết truyền hình là nghệ thuật của tấm lòng... | ” |
| — Báo Quảng Ninh - 2004 | |   |